# Südafrikanische Cricket-Nationalmannschaft in Australien in der Saison 2025
Die Tour der südafrikanischen Cricket-Nationalmannschaft nach Australien in der Saison 2025 findet vom 10. bis zum 24. August 2025 statt. Die internationale Cricket-Tour ist Bestandteil der Internationalen Cricket-Saison 2025 und umfasst drei ODIs und drei Twenty20s. Australien gewann die Twenty20-Serie mit 2−1.

## Vorgeschichte
Südafrika bestritt zuvor eine Tour in Simbabwe, Australien in den West Indies. Das letzte Aufeinandertreffen der beiden Mannschaften bei einer Tour fand in der Saison 2023 in Südafrika statt. Früher in dieser Saison spielten beide Mannschaften das Finale der ICC World Test Championship aus.

## Stadien
Die folgenden Stadien wurden für die Tour als Austragungsorte bestimmt.
| Stadion                  | Stadt  | Kapazität | Spiele         |
| ------------------------ | ------ | --------- | -------------- |
| Cazalys Stadium          | Cairns | 13.500    | 1. ODI; 3. T20 |
| Marrara Oval             | Darwin | 14.000    | 1. & 2. T20    |
| Great Barrier Reef Arena | Mackay | 10.000    | 2. & 3. ODI    |

## Kaderlisten
Südafrika benannte seine Kader am 24. Juli 2025.
Australien benannte seine Kader am 30. Juli 2025.
| ODI | ODI | Twenty20 | Twenty20 |
| Australien | Südafrika | Australien | Südafrika |
| --- | --- | --- | --- |
| - Mitchell Marsh (K) - Xavier Bartlett - Alex Carey (wk) - Ben Dwarshuis - Nathan Ellis - Cameron Green - Aaron Hardie - Josh Hazlewood - Travis Head - Josh Inglis (wk) - Matthew Kuhnemann - Marnus Labuschagne - Lance Morris - Mitchell Owen - Matthew Short - Adam Zampa | - Temba Bavuma (K) - Corbin Bosch - Matthew Breetzke (wk) - Dewald Brevis - Nandre Burger - Tony de Zorzi - Kwena Maphaka - Aiden Markram - Senuran Muthusamy - Keshav Maharaj - Wiaan Mulder - Lungi Ngidi - Lhuan-dre Pretorius (wk) - Kagiso Rabada - Ryan Rickelton - Tristan Stubbs - Prenelan Subrayen | - Mitchell Marsh (K) - Sean Abbott - Alex Carey (wk) - Tim David - Ben Dwarshuis - Nathan Ellis - Cameron Green - Aaron Hardie - Josh Hazlewood - Travis Head - Josh Inglis (wk) - Matthew Kuhnemann - Glenn Maxwell - Mitchell Owen - Matthew Short - Adam Zampa | - Aiden Markram (K) - Corbin Bosch - Dewald Brevis - Nandre Burger - George Linde - Kwena Maphaka - Senuran Muthusamy - Keshav Maharaj - Wiaan Mulder - Lungi Ngidi - Nqaba Peter - Lhuan-dre Pretorius (wk) - Kagiso Rabada - Ryan Rickelton - Tristan Stubbs - Prenelan Subrayen - Rassie van der Dussen |

## Twenty20 Internationals

### Erstes Twenty20 International in Darwin
| 10. August Scorecard | Darwin | Australien 178 (20)            | – | Südafrika 161-9 (20) |
|                      |        | Australien gewinnt mit 17 Runs |   |                      |

Südafrika gewann den Münzwurf und entschied sich als Feldmannschaft zu beginnen. Als Spieler des Spiels wurde Tim David ausgezeichnet.

### Zweites Twenty20 International in Darwin
| 12. August Scorecard | Darwin | Südafrika 218-7 (20)          | – | Australien 165 (17.4) |
|                      |        | Südafrika gewinnt mit 53 Runs |   |                       |

Australien gewann den Münzwurf und entschied sich als Feldmannschaft zu beginnen. Als Spieler des Spiels wurde Dewald Brevis ausgezeichnet.

### Drittes Twenty20 International in Cairns
| 16. August Scorecard | Cairns | Südafrika 172-7 (20)             | – | Australien 173-8 (19.5) |
|                      |        | Australien gewinnt mit 2 Wickets |   |                         |

Australien gewann den Münzwurf und entschied sich als Feldmannschaft zu beginnen. Als Spieler des Spiels wurde Glenn Maxwell ausgezeichnet.

## One-Day Internationals

### Erstes ODI in Cairns
| 19. August Scorecard | Cairns | Südafrika 296-8 (50)          | – | Australien 198 (40.5) |
|                      |        | Südafrika gewinnt mit 98 Runs |   |                       |

Australien gewann den Münzwurf und entschied sich als Feldmannschaft zu beginnen. Als Spieler des Spiels wurde Keshav Maharaj ausgezeichnet.

### Zweites ODI in Mackay
| 22. August Scorecard | Mackay | Australien | – | Südafrika |
|                      |        |            |   |           |

### Drittes ODI in Mackay
| 24. August Scorecard | Mackay | Australien | – | Südafrika |
|                      |        |            |   |           |

## Auszeichnungen

### Player of the Series
Als Player of the Series wurden der folgende Spieler ausgezeichnet.
| Serie    | Player of the Series |
| -------- | -------------------- |
| ODI      |                      |
| Twenty20 | Tim David            |

### Player of the Match
Als Player of the Match wurden die folgenden Spieler ausgezeichnet.
| Spiel  | Player of the Match |
| ------ | ------------------- |
| 1. ODI | Keshav Maharaj      |
| 2. ODI |                     |
| 3. ODI |                     |
| 1. T20 | Tim David           |
| 2. T20 | Dewald Brevis       |
| 3. T20 | Glenn Maxwell       |